# Costruzioni di Londra per altezza
Questa voce comprende le costruzioni più alte di Londra ordinate per altezza. Dal 2010, la struttura più alta di Londra è un progetto di Renzo Piano noto come The Shard, nei pressi del London Bridge, che ha raggiunto una quota di 306 metri nel 2012, diventando così il più alto edificio abitabile in Europa. Il secondo edificio più alto è One Canada Square a Canary Wharf, che si erge per 235 metri ed è stato completato nel 1991 ed è al 19º posto tra gli edifici più alti d'Europa. Il terzo edificio più alto completato a Londra è la Heron Tower nella City, il quartiere finanziario, la cui costruzione è stata ultimata nel 2010 con un'altezza di circa 230 metri, tra cui la sua guglia.
Nel 2014, ci sono 18 grattacieli che raggiungono un'altezza del tetto di almeno 150 metri (492 ft), rispetto ai 17 di Parigi, i 14 di Francoforte, gli 8 di Varsavia, i 5 di Madrid e i 4 di Milano.

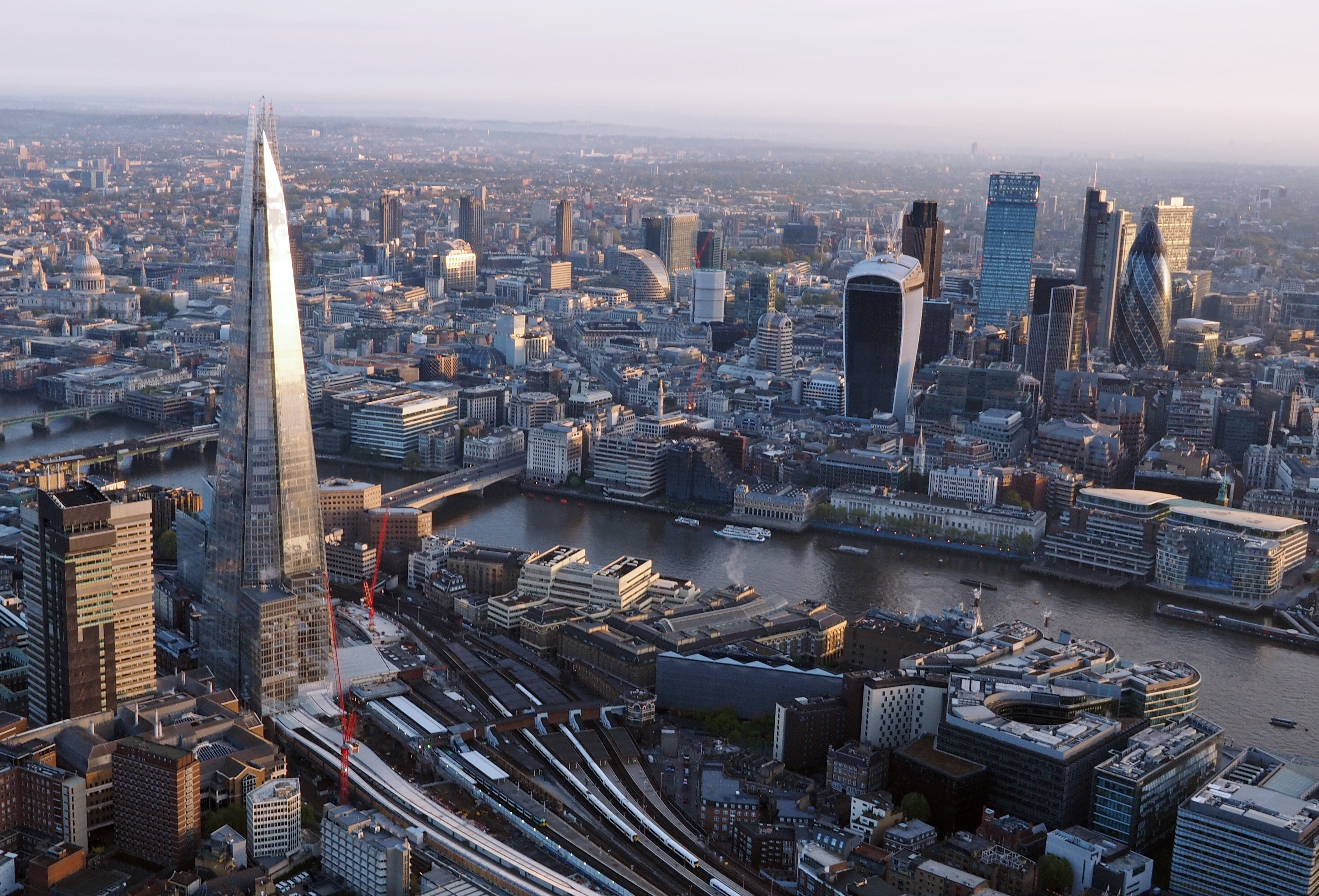
Skyline di Londra visto da una mongolfiera

La storia delle alte strutture a Londra cominciò nel 1098 con il completamento della Torre Bianca, una parte della Torre di Londra, alta 27 metri. La prima struttura a superare un'altezza di 100 metri fu l'antica cattedrale di San Paolo. Completata nel 1310, si ergeva per un'altezza di 150 metri. La Vecchia Cattedrale di San Paolo rimase la struttura più alta del mondo fino al 1311, quando la sua altezza venne superata dalla Lincoln Cathedral a Lincoln. Tuttavia, riconquistò il suo titolo quando la guglia della Cattedrale di Lincoln cadde nel 1549. Anche se la guglia dell'antica cattedrale fu distrutta da un fulmine nel 1561, restò comunque la struttura più alta di Londra, mentre la struttura più alta del mondo divenne la Cattedrale di Strasburgo a Strasburgo, Francia. La Vecchia Cattedrale di San Paolo restò gravemente danneggiata dal grande incendio di Londra del 1666. Fu così che il titolo di edificio più alto di Londra passò alla Cattedrale di Southwark, con un'altezza di 50 metri. Nessun'altra struttura a Londra si erse oltre i 100 metri fino al 1710, quando terminò la costruzione dell'attuale Cattedrale di San Paolo. Con i suoi 111 m, la cattedrale è rimasta l'edificio più alto di Londra fino a quando non è stata superata nel 1962 dalla Torre BT, terminata nel 1964 ed inaugurata nel 1965.
Pochi grattacieli sono stati costruiti a Londra prima della fine del secolo scorso, a causa di restrizioni sulle altezze degli edifici originariamente istituiti dal London Building Act del 1894, che ha portato alla costruzione di Queen Anne's Mansions. Anche se da diversi anni le restrizioni sono state allentate, le regolamentazioni restano piuttosto severe al fine di preservare l'attuale veduta della città e lo skyline che contraddistingue da decenni la capitale. In particolar modo si cerca di tutelare la vista di Saint Paul, della Torre di Londra e di Westminster, in quanto in accordo con i requisiti della Civil Aviation Authority sulla viabilità aerea nel centro cittadino.

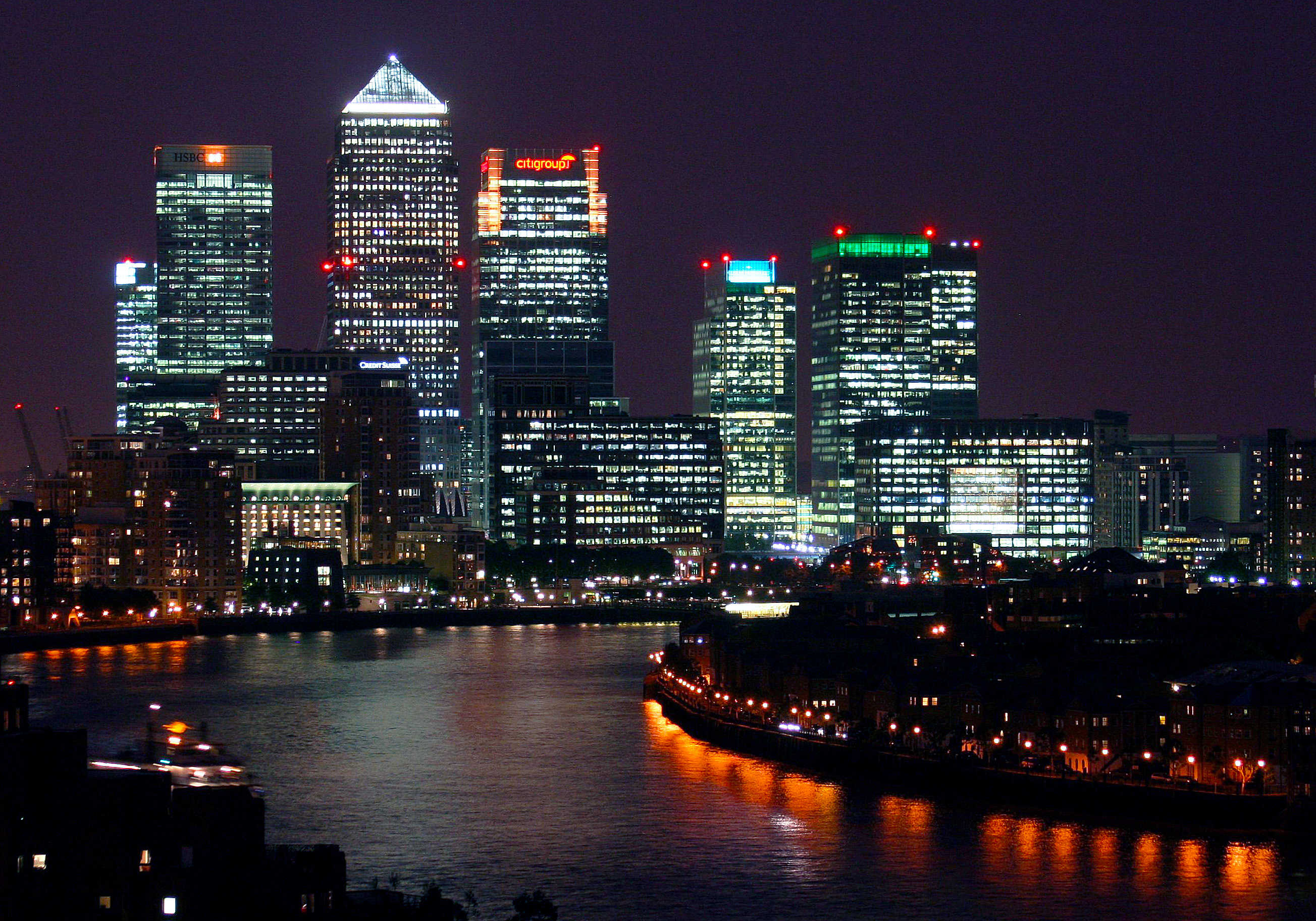
Canary Wharf di notte

L'abolizione delle restrizioni di altezza ha provocato un boom nella costruzione di edifici imponenti nel corso degli anni Sessanta. Uno dei primi edifici alti molto importanti è stato il Centre Point di 117 metri, completato nel 1966. La National Westminster Tower (ora chiamata Tower 42), del 1980, con i suoi 183 metri è diventata il primo vero e proprio skyscraper (grattacielo) londinese conforme agli standard internazionali. È stato seguito nel 1991 da One Canada Square, che ha costituito il fulcro dello sviluppo di Canary Wharf. Dopo un gap di 10 anni, diversi nuovi grattacieli sono apparsi sullo skyline di Londra: 8 Canada Square, 25 Canada Square (entrambi a Canary Wharf), gli edifici Heron Quays, One Churchill Place, la Torre Broadgate e il 30 St Mary Axe a forma di cetriolo (da cui il soprannome The Gherkin, "cetriolo" appunto).
Mentre il complesso di grattacieli di Canary Wharf continuava ad espandersi, l'ex sindaco di Londra Ken Livingstone incoraggiò la crescita della città "verso l'alto", rinnovando così la tendenza alla costruzione di torri sontuose, cui si assiste negli ultimi anni. Vi sono nove strutture attivamente in costruzione con un'altezza prevista al di sopra almeno dei 100 metri. Il grattacielo più atteso di tutti sin dal 2012 è il The Pinnacle, la cui costruzione è proceduta alternando mesi di lavori a mesi di stallo per mancanza di finanziamenti o per revisioni continue del progetto originale. Nel 2015 il progetto originale è stato cancellato e modificato con l'attuale in costruzione, rinominato TwentyTwo dal suo indirizzo, 22 Bishopsgate. Sempre a Londra, poi, sono previsti piani di ristrutturazione di vecchi edifici che, con nuovi fondi, verrebbero innalzati di qualche piano.

## Lista degli edifici più alti della città

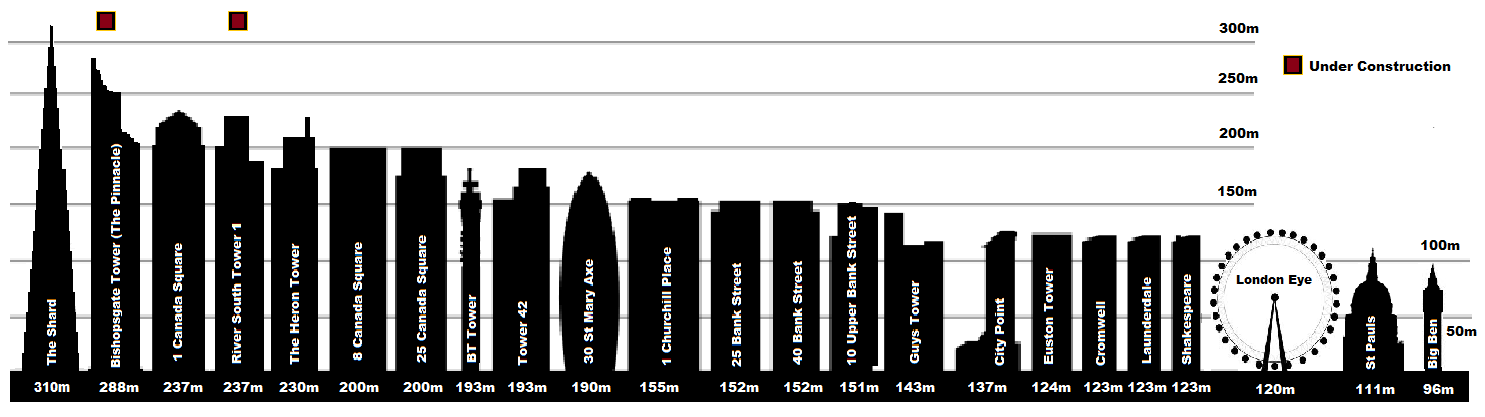
Skyline di Londra (2014)

In questa lista, le altezze delle varie strutture riportate in tabella si riferiscono alle misure standard, che includono guglie ed altri elementi architettonici, mentre escludono le antenne e le strutture affini. Il segno dell'uguale (=) indica stessa altezza standard. Nella colonna "Anno", invece, ci si riferisce all'anno in cui la costruzione è stata completata.
| Posizione | Nome                                      | Immagine | Altezza m | Piani | Anno | Uso | Luogo                       | Note |
| --------- | ----------------------------------------- | -------- | --------- | ----- | ---- | --- | --------------------------- | --- |
| 1         | The Shard                                 |          | 310       | 87    | 2012 | Misto | Southwark                   | Edificio più alto del Regno Unito.                                                                                    |
| 2         | 22 Bishopsgate                            |          | 278       | 62    | 2019 | Uffici | Città di Londra             | Edificio più alto della City di Londra.                                                                               |
| 3         | One Canada Square                         |          | 235       | 50    | 1991 | Uffici | Canary Wharf / Isle of Dogs | Edificio più alto nel quartiere degli affari di Canary Wharf.                                                         |
| 4         | Landmark Pinnacle                         |          | 233       | 75    | 2020 | Residenziale | Canary Wharf / Isle of Dogs | Edificio residenziale più alto d'Europa.                                                                              |
| 5         | Heron Tower                               |          | 230       | 46    | 2011 | Uffici | Città di Londra             | Alto solo 202 m al tetto, ma possiede una guglia di 28 m.                                                             |
| 6         | 122 Leadenhall Street                     |          | 225       | 46    | 2014 | Uffici | Città di Londra             | Soprannominato "The Cheesegrater".                                                                                    |
| 7         | Newfoundland Quay                         |          | 220       | 60    | 2019 | Residenziale | Canary Wharf / Isle of Dogs | |
| 8         | Crystal Palace Transmitter                |          | 219       | N/A   | 1950 | Trasmettitore | Crystal Palace              | Struttura più alta di Londra negli anni Cinquanta.                                                                    |
| 9         | South Quay Plaza 1                        |          | 215       | 68    | 2020 | Residenziale | Canary Wharf / Isle of Dogs | |
| 10        | One Park Drive                            |          | 205       | 57    | 2019 | Residenziale | Canary Wharf / Isle of Dogs | |
| 11=       | 8 Canada Square                           | 120      | 200       | 42    | 2002 | Uffici | Canary Wharf / Isle of Dogs | Anche nota come HSBC Tower.                                                                                           |
| 11=       | 25 Canada Square                          |          | 200       | 42    | 2002 | Uffici | Canary Wharf / Isle of Dogs | Anche nota come Citigroup Tower.                                                                                      |
| 13        | The Scalpel                               |          | 190       | 39    | 2018 | Uffici | Città di Londra             | |
| 14        | Wardian London (Torre Est)                |          | 187       | 55    | 2019 | Residenziale | Canary Wharf / Isle of Dogs | |
| 15        | Tower 42                                  |          | 183       | 47    | 1980 | Uffici | Città di Londra             | Struttura più alta di Londra negli anni Ottanta. Precedentemente nota come NatWest Tower.                             |
| 16        | The Madison                               |          | 182       | 53    | 2019 | Residenziale | Canary Wharf / Isle of Dogs | Precedentemente nota come Meridian Gate Tower.                                                                        |
| 17        | St George Wharf Tower                     |          | 181       | 49    | 2013 | Residenziale | Vauxhall / Nine Elms        | La sommità dell'edificio include una piccola turbina eolica in grado di generare corrente elettrica per la struttura. |
| 18        | 30 St Mary Axe                            |          | 180       | 40    | 2003 | Uffici | Città di Londra             | Precedentemente noto come Swiss Re Building. Soprannominato "The Gherkin".                                            |
| 15        | BT Tower                                  |          | 177       | 34    | 1964 | Edificio più alto di Londra negli anni Sessanta. 177m + 12m di antenna.                                                |                             | |
| 16        | Broadgate Tower                           |          | 164       | 35    | 2008 | [ 26 ] [ 27 ] |                             | |
| 17        | 20 Fenchurch Street - 'The Walkie-Talkie' |          | 160       | 37    | 2014 | |                             | |
| 18        | One Churchill Place                       |          | 156       | 32    | 2004 | Ventesimo edificio più alto del Regno Unito.                                                                           |                             | |
| 19=       | Croydon Transmitter                       |          | ND        | N/A   | 1964 | [ 30 ] [ 31 ] |                             | |
| 19=       | 25 Bank Street                            |          | 153       | 33    | 2003 | [ 32 ] [ 33 ] |                             | |
| 19=       | 40 Bank Street                            |          | 153       | 33    | 2003 | [ 34 ] [ 35 ] |                             | |
| 20        | 10 Upper Bank Street                      |          | 151       | 32    | 2003 | [ 36 ] [ 37 ] |                             | |
| 21=       | Pan Peninsula East Tower                  |          | 147       | 48    | 2008 | [ 38 ] [ 39 ] |                             | |
| 21=       | Strata                                    |          | 147       | 43    | 2010 | Vincitore della Carbuncle Cup 2010.                                                                                    |                             | |
| 23        | Guy's Tower                               |          | 143       | 34    | 1974 | La più alta torre ospedaliera al mondo. Divenne la struttura più alta della città per buona parte degli anni Settanta. |                             | |
| 24        | 22 Marsh Wall East Tower                  |          | 140       | 40    | 2010 | |                             | |
| 25        | London Eye                                |          | 135       | 44    | 1999 | Ruota panoramica più alta del mondo fino al 2006.                                                                      |                             | |
| 26=       | 150 High Street, Stratford                |          | 133       | 41    | 2013 | Il più alto edificio di Stratford.                                                                                     |                             | |
| 26=       | Wembley Stadium                           |          | 133       | 6     | 2007 | Il secondo stadio più alto del mondo.                                                                                  |                             | |
| 28        | CityPoint                                 |          | 127       | 36    | 1967 | [ 50 ] [ 51 ] |                             | |
| 29        | Willis Building                           |          | 125       | 26    | 2007 | [ 52 ] [ 53 ] |                             | |
| 30=       | Euston Tower                              |          | 124       | 36    | 1970 | [ 54 ] [ 55 ] |                             | |
| 30=       | 25 Churchill Place                        |          | 124       | 23    | 2014 | [ 56 ] [ 57 ] |                             | |
| 30=       | Cromwell Tower                            |          | 123       | 42    | 1973 | [ 58 ] [ 59 ] |                             | |
| 30=       | Lauderdale Tower                          |          | 123       | 43    | 1974 | [ 60 ] [ 61 ] |                             | |
| 30=       | Shakespeare Tower                         |          | 123       | 43    | 1976 | [ 62 ] [ 63 ] |                             | |
| 35        | Pan Peninsula West Tower                  |          | 122       | 39    | 2008 | [ 64 ] [ 65 ] |                             | |
| 36        | Millbank Tower                            |          | 119       | 33    | 1963 | [ 66 ] [ 67 ] |                             | |
| 37        | Aviva Tower                               |          | 118       | 28    | 1969 | Oggi detto "St. Helen's".                                                                                              |                             | |
| 38=       | Centre Point                              |          | 117       | 35    | 1967 | [ 70 ] [ 71 ] |                             | |
| 38=       | Empress State Building                    |          | 117       | 31    | 1961 | Inizialmente alto 100 m e poi innalzato nel 2003.                                                                      |                             | |
| 40        | ArcelorMittal Orbit                       |          | 115       | 2     | 2012 | [ 74 ] |                             | |
| 41        | Battersea Power Station                   |          | 113       | 10    | 1953 | [ 75 ] [ 76 ] |                             | |
| 42        | The Heron                                 |          | 112       | 35    | 2013 | Noto anche come Milton Court.                                                                                          |                             | |
| 43        | St Paul's Cathedral                       |          | 111       | N/A   | 1710 | Edificio più alto della città nel Settecento.                                                                          |                             | |
| 44        | 1 West India Quay                         |          | 108       | 36    | 2004 | [ 80 ] [ 81 ] |                             | |
| 45        | Shell Centre                              |          | 107       | 26    | 1961 | [ 82 ] [ 83 ] |                             | |
| 46=       | 33 Canada Square                          |          | 105       | 18    | 1999 | [ 84 ] [ 85 ] |                             | |
| 46=       | Nido Spitalfields                         |          | 105       | 34    | 2009 | 100 Middlesex Street.                                                                                                  |                             | |
| 46=       | Pioneer Point North, Ilford               |          | 105       | 31    | 2011 | [ 87 ] [ 88 ] |                             | |
| 46=       | 99 Bishopsgate                            |          | 104       | 26    | 1976 | [ 89 ] [ 90 ] |                             | |
| 46=       | Ontario Tower                             |          | 104       | 29    | 2007 | [ 91 ] [ 92 ] |                             | |
| 51        | Victoria Tower                            |          | 102       | ND    | 1858 | Edificio più alto della città nell'Ottocento.                                                                          |                             | |
| 52=       | Portland House                            |          | 101       | 29    | 1963 | [ 95 ] [ 96 ] |                             | |
| 52=       | London Hilton on Park Lane                |          | 101       | 28    | 1963 | |                             | |
| 52=       | Royal London Hospital Tower 2             |          | 101       | 18    | 2010 | [ 97 ] |                             | |
| 55        | Stock Exchange Tower                      |          | 100       | 27    | 1970 | |                             | |

## Progetti vari

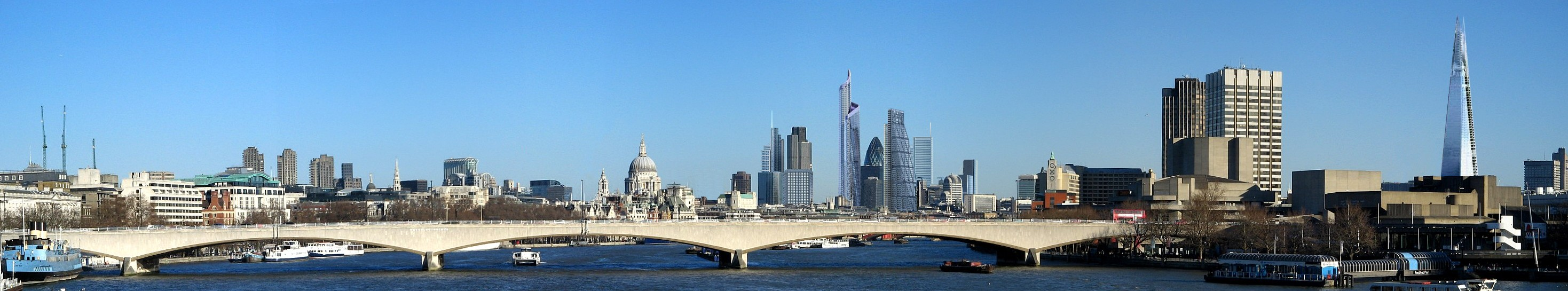
Futuro skyline di Londra (alcuni edifici sono ancora in costruzione)

### In costruzione

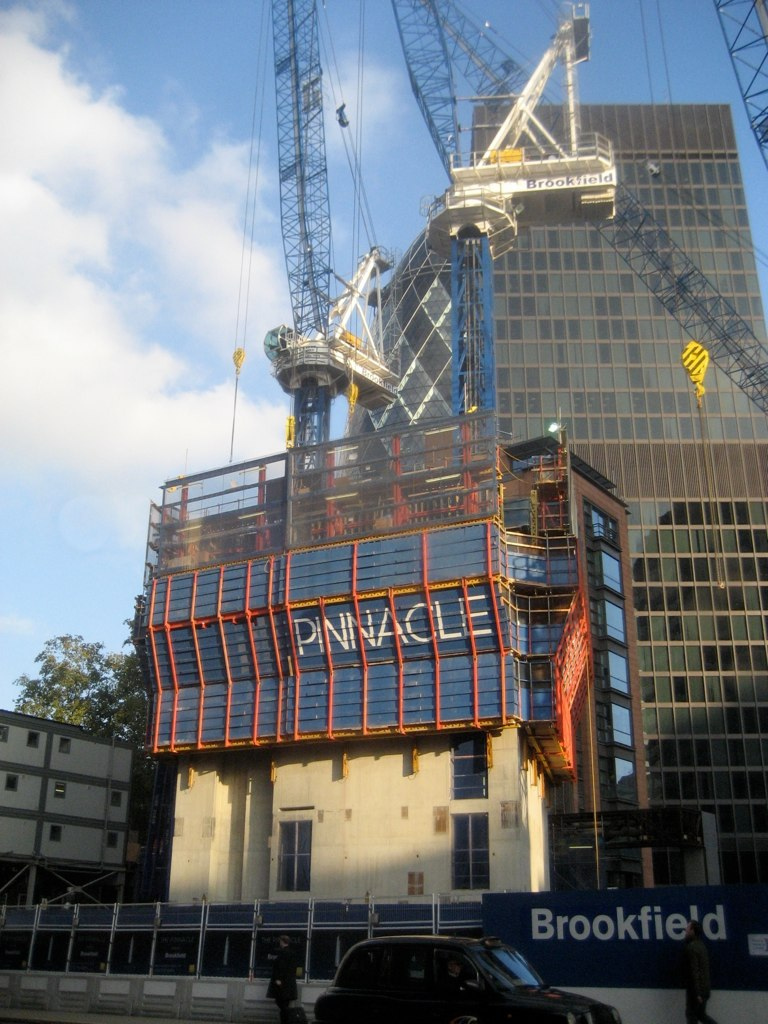
Bishopsgate Tower nel novembre 2010

Segue una lista di edifici che sono in costruzione a Londra e con un'altezza prevista di almeno 100 metri.
| Nome                        | Altezza metri | Piani | Anno (stima) | Note                                      |
| --------------------------- | ------------- | ----- | ------------ | ----------------------------------------- |
| One Blackfriars             | 163           | 49    | 2018         | 1 Blackfriars Road                        |
| Baltimore Wharf Tower       | 150           | 46    | 2016         | [ 100 ] [ 101 ]                           |
| South Bank Tower            | 150           | 45    | 2015         | Altezza passata da 108m a 150m.           |
| Providence Tower            | 136           | 44    | 2015         | Inizialmente chiamato The Quebec Building |
| Saffron Square              | 134           | 44    | 2015         | Croydon                                   |
| One The Elephant            | 124           | 37    | 2015         | Chiamato prima St. Mary's                 |
| Lots Road South Tower       | 122           | 37    |              | [ 109 ] [ 110 ] [ 111 ]                   |
| Lexicon Tower               | 116           | 36    | 2015         | 261 City Road                             |
| 2–12 High Street, Stratford | 105           | 35    | 2016         | Capital Towers - Sky View Tower           |
| One Angel Court             | 100           | 24    |              | [ 115 ]                                   |

### Approvati
Segue una lista di edifici la cui costruzione a Londra è stata approvata e la cui altezza dovrebbe essere uguale o superiore ai 100 metri.
| Nome                                  | Altezza metri | Piani | Anno (stima) | Note                                            |
| ------------------------------------- | ------------- | ----- | ------------ | ----------------------------------------------- |
| Riverside South Tower 1               | 237           | 45    |              | In attesa                                       |
| The Pride                             | 233           | 75    |              | [ 118 ] [ 119 ]                                 |
| North Quay Tower 1                    | 221           | 40    |              | [ 120 ] [ 121 ]                                 |
| North Quay Tower 3                    | 203           | 38    |              | [ 122 ] [ 123 ]                                 |
| One Nine Elms East Tower              | 200           | 58    | 2018         | City Tower                                      |
| Lansdowne Road Tower                  | 199           | 51    |              | (Odalisk)                                       |
| 52-54 Lime Street                     | 190           | 35    | 2017         | Proposta il 22-06-2012, approvata il 15-01-2013 |
| Riverside South Tower 2               | 186           | 37    |              | In attesa                                       |
| Heron Quays West 1                    | 185.5         | 40    |              | 10 Bank Street                                  |
| Morello Tower                         | 171           | 53    |              | Cherry Orchard Road                             |
| 100 Bishopsgate                       | 171-172       | 40    |              | Sito predisposto alla costruzione. In attesa    |
| Vauxhall Square Tower 1               | 168           | 50    |              | [ 137 ] [ 138 ]                                 |
| Vauxhall Square Tower 2               | 168           | 50    |              | [ 138 ] [ 139 ]                                 |
| Principal Place                       | 164           | 51    |              | Torre residenziale                              |
| Ludgate House Tower B                 | 162.6         | 49    |              | [ 142 ] [ 143 ]                                 |
| One Nine Elms West Tower              | 160           | 47    | 2018         | River Tower                                     |
| Ruskin Square Building                | 159           | 26    |              | Aka Croydon Gateway                             |
| New Covent Garden Market T2           | 154           | 45    |              | Proposta del 2011                               |
| Manhattan Loft Gardens                | 143           | 42    |              | Villaggio per atleti                            |
| 360-London                            | 142           | 44    |              | London Park Hotel Tower                         |
| Imperial College Tower                | 141           | 35    |              | White City campus                               |
| Canada Water Building C4              | 140**         | 40    |              | [ 151 ] [ 152 ]                                 |
| Doon Street Tower                     | 140           | 43    |              | [ 153 ]                                         |
| Vauxhall Cross Tower 1                | 140           | 41    |              | [ 154 ]                                         |
| 1 Merchant Square                     | 140           | 41    |              | [ 155 ]                                         |
| 145 City Road                         | 140           | 39    |              | Crown House                                     |
| Heron Plaza                           | 135           | 44    |              | [ 156 ]                                         |
| Croydon Vocational Tower              | 134           | 29    |              | [ 157 ]                                         |
| 20 Blackfriars Road Residential Tower | 133           | 43    |              | Approvata dopo una pubblica inchiesta           |
| Eileen House                          | 128           | 42    | 2017         | Approvata dal sindaco della città               |
| New Covent Garden Market T3           | 128           | 37    |              | Proposta nel 2011                               |
| The Stage, Shoreditch                 | 126           | 40    | 2016         |                                                 |
| Vauxhall Sainsbury's Tower G          | 125.5         | 37    | 2016         | [ 163 ] [ 164 ]                                 |
| 40 Marsh Wall                         | 124           | 39    |              | [ 165 ]                                         |
| Elizabeth House                       | 123           | 29    |              | Waterloo                                        |
| Broadway Chambers, Stratford          | 123           | 38    |              | [ 166 ]                                         |
| Helix-London Building B               | 122           | 35    |              | Trafalgar Way                                   |
| North Quay Tower 2                    | 120           | 18    | 2017         | [ 167 ] [ 168 ]                                 |
| Vauxhall Sky Gardens                  | 120           | 36    |              | [ 169 ]                                         |
| Meridian Tower, Greenwich             | 118           | 32    |              | [ 170 ]                                         |
| Convoys Wharf Tower 1                 | 116           | 40    |              |                                                 |
| Vauxhall Cross Tower 2                | 115           | 32    |              | [ 154 ]                                         |
| Ram Brewery Tower, Wandsworth         | 113           | 36    |              |                                                 |
| New Covent Garden Market T1           | 109           | 31    |              |                                                 |
| The Quill                             | 109           | 31    |              | [ 171 ]                                         |
| Dollar Bay Tower                      | 109           | 31    |              | [ 172 ]                                         |
| Brickfields Tower                     | 108           | 30    |              | White City                                      |
| Sampson House Tower B                 | 105           | 31    |              | [ 142 ] [ 143 ]                                 |
| Helix-London Building A               | 105           | 29    |              | Trafalgar Way                                   |

* Informazioni non certe.
** Cifra approssimativa.

### Proposti

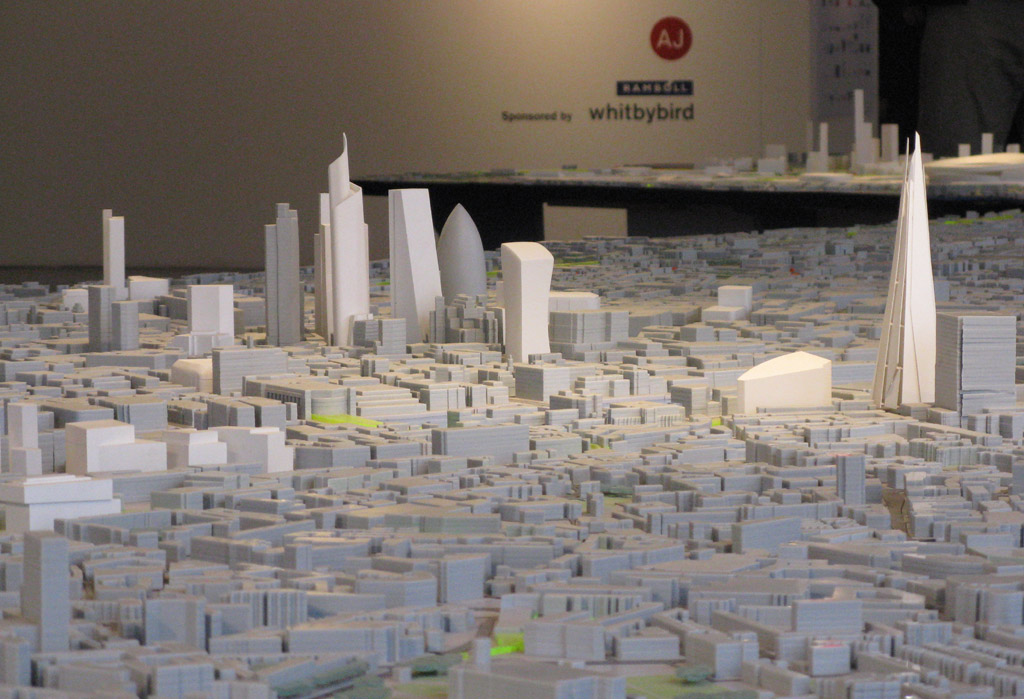
Modellini in scala dei grattacieli progettati per la Londra Centrale. (2012)

Segue una lista di edifici la cui costruzione a Londra è stata proposta, ma l'approvazione da parte delle autorità competenti può richiedere dai due ai tre anni.
| Nome                            | Altezza metri | Piani | Anno (proposta) | Note                                    |
| ------------------------------- | ------------- | ----- | --------------- | --------------------------------------- |
| The Three Spires                | 253           | 64    | 2009            | Tre torri di altezze diverse            |
| South Quay Plaza Tower 1        | 243           | 80    | 2013            | [ 175 ]                                 |
| Hertsmere Tower                 | 237           | 74    | 2013            | Prima chiamata Columbus Tower           |
| Quay House                      | 235           | 70    | 2014            | Proposta del febbraio 2014              |
| Diamond Tower                   | 220           | 58    | 2013            | Proposta del 28-6-2013                  |
| Wood Wharf A1                   | 206           | 51    | 2013            | Proposta del 19-12-2013                 |
| Wood Wharf E4                   | 194           |       | 2013            | Proposta del 19-12-2013                 |
| Heron Quays West 2              | 185.5         | 40    | 2013            | 1 Bank Street, proposta del 24-12-2013  |
| Wood Wharf F1                   | 184           |       | 2013            | Proposta il 19-12-2013                  |
| 30 Marsh Wall                   | 183           | 53    | 2013            | Proposta il 23-12-2013                  |
| Meridian Gate                   | 180           | 50    | 2014            | Proposta del 10-01-2014                 |
| Arrowhead Quay Tower 1          | 117.5         | 55    | 2012            | Proposta del 17-01-2013                 |
| Vauxhall Bondway Tower          | 168           |       | 2013            | Proposta avanzata il 4 febbraio 2014    |
| One Park Place                  | 162           | 32    | 2013            | [ 180 ] [ 181 ]                         |
| Arrowhead Quay Tower 2          | 161.5         | 50    | 2012            | Proposta del 17-01-2012                 |
| Wood Wharf J3                   | 161.5         |       | 2013            | Proposta del 19-12-2013                 |
| Wood Wharf B1                   | 160           |       | 2013            | Proposta del 19-12-2013                 |
| Cuba Street Tower 1             | 157           | 52    | 2010            | Proposta avanzata il 9 giugno 2011      |
| 250 City Road, Tower 1          | 155           | 42    | 2013            | Proposta del 26-4-2013, City Forum site |
| 40 Leadenhall Street            | 154           | 34    | 2013            | [ 182 ]                                 |
| Angel Tower                     | 154           | 46    | 2012            | 225 Marsh Wall                          |
| Wood Wharf A3                   | 151           |       | 2013            | Proposta del 19-12-2013                 |
| Millharbour West Building A     | 150           | 46    | 2009            |                                         |
| Skylines Village Block B1       | 148           | 45    | 2012            | Proposta del 3-07-2013                  |
| Millharbour East Building E     | 140           | 46    | 2009            |                                         |
| 250 City Road, Tower 2          | 137           | 36    | 2013            |                                         |
| South Quay Plaza Tower 2        | 130           | 35    | 2013            | [ 175 ]                                 |
| Wood Wharf E2                   | 129           |       | 2013            | Proposta del 19-12-2013                 |
| Millharbour East Building A     | 126           | 37    | 2009            |                                         |
| Shell Centre Tower 1            | 122           | 37*   | 2012            | [ 183 ]                                 |
| Cuba Street Tower 2             | 122           | 40    | 2010            | Proposta del 9 giugno 2011              |
| Millharbour West Buildings B, C | 121           | 37    | 2009            | [ 184 ]                                 |
| Keybridge House Tower           | 120*          | 35*   | 2013            | Vauxhall                                |
| London Dock Tower               | 115           | 34    | 2012            | Proposta del 29 maggio 2012             |
| 12-20 Wyvil Road                | 114           | 35    | 2014            | Vauxhall                                |
| Wood Wharf J1                   | 112           |       | 2013            |                                         |
| Millharbour West Building D     | 108           | 24    | 2009            | [ 186 ] [ 187 ]                         |
| Stratford City Tower            | 103           | 33    | 2013            |                                         |
| Shell Centre Tower 2            | 102           | 32*   | 2012            | [ 183 ]                                 |
| Stratford Gateway Towers 1 & 2  | 102           | 32    | 2011            | [ 188 ]                                 |

* Cifra approssimativa.

## Progetti rifiutati
Questa lista riporta tutti gli edifici che avrebbero dovuto essere costruiti a Londra e con un'altezza di almeno un centinaio di metri, i cui progetti sono stati, tuttavia, respinti oppure scartati per altri motivi.
| Nome                                                    | Altezza metri | Piani* | Anno | Note                                |
| ------------------------------------------------------- | ------------- | ------ | ---- | ----------------------------------- |
| London Millennium Tower                                 | 386           | 92     | 1996 |                                     |
| London Bridge Tower (Old Design)                        | 366           | 87     | 2000 | [ 189 ]                             |
| The Spark Plug (Battersea Eco-tower)                    | 300           | 40     | 2008 | [ 190 ] [ 191 ]                     |
| Minerva Building                                        | 246           | 53     | 2002 |                                     |
| Elephant & Castle, Tower 1                              | 228           | 55     | 2001 | [ 192 ]                             |
| 6–8 & 22–24 Bishopsgate Redevelopment (Original Design) | 216           | 50     | 2002 | [ 193 ]                             |
| New London Bridge House Redevelopment                   | 211           | 50     | 2004 | [ 194 ]                             |
| Stratford City Tower                                    | 210           | 50     |      | [ 195 ]                             |
| Citypoint (Santiago Calatrava)                          | 203           | 27     | 1997 | [ 196 ]                             |
| Ropemaker Place Tower                                   | 200           | 38     | 2001 | [ 197 ]                             |
| Elephant & Castle, Tower 2                              | 182           | 35     | 2001 | [ 198 ]                             |
| King's Cross Towers 1 & 2                               | 180           | 44     | 1987 | [ 199 ] [ 200 ]                     |
| The Blade, Paddington                                   | 150           | 44     |      | [ 201 ] [ 202 ]                     |
| Ram Brewery Tower 1, Wandsworth                         | 145 / 476     | 42     | 2008 | Progetto respinto                   |
| The Leaf Block F, Ealing                                | 138           | 49     |      | [ 205 ]                             |
| Victoria Interchange Buildings 2 & 7                    | 134           | 42     |      | [ 206 ] [ 207 ]                     |
| 70–100 City Road Block A                                | 131 / 430     | 39     | 2008 | [ 208 ]                             |
| Clapham Junction Towers 1 & 2                           | 127 / 417     | 40     | 2008 | [ 209 ] [ 210 ]                     |
| Bishops Place Building 1                                | 126 / 414     | 32     | 2006 | [ 141 ] [ 211 ]                     |
| St. John's Tower, Stratford                             | 116 / 381     | 30     |      | [ 212 ]                             |
| 1 Crown Place, Hackney                                  | 114 / 365     | 24     | 2009 | Domanda scartata                    |
| Walbrook Square Building 1                              | 107 / 351     | 22     | 2006 | Riprogettato                        |
| Trinity Building 3                                      | 100 / 328     | 25     | 2008 | Edificio esistente da ristrutturare |
| 4–5 South Quay Square                                   | 100 / 328     | 30     | 2006 | Domanda respinta                    |

## Edifici demoliti
Segue una lista di edifici demoliti a Londra e che avevano un'altezza di circa 100 metri.
| Nome             | Immagine | Altezza metri | Piani | Anno costruzione | Anno demolizione | Note                                                                   |
| ---------------- | -------- | ------------- | ----- | ---------------- | ---------------- | ---------------------------------------------------------------------- |
| Drapers' Gardens |          | 100           | 30    | 1967             | 2007             | Progettata da Richard Seifert, sostituita da un palazzo alto 74 metri. |
| Southwark Towers |          | 100           | 25    | 1976             | 2009             | Sostituita da The Shard.                                               |

## Gli edifici più alti di Londra in varie epoche

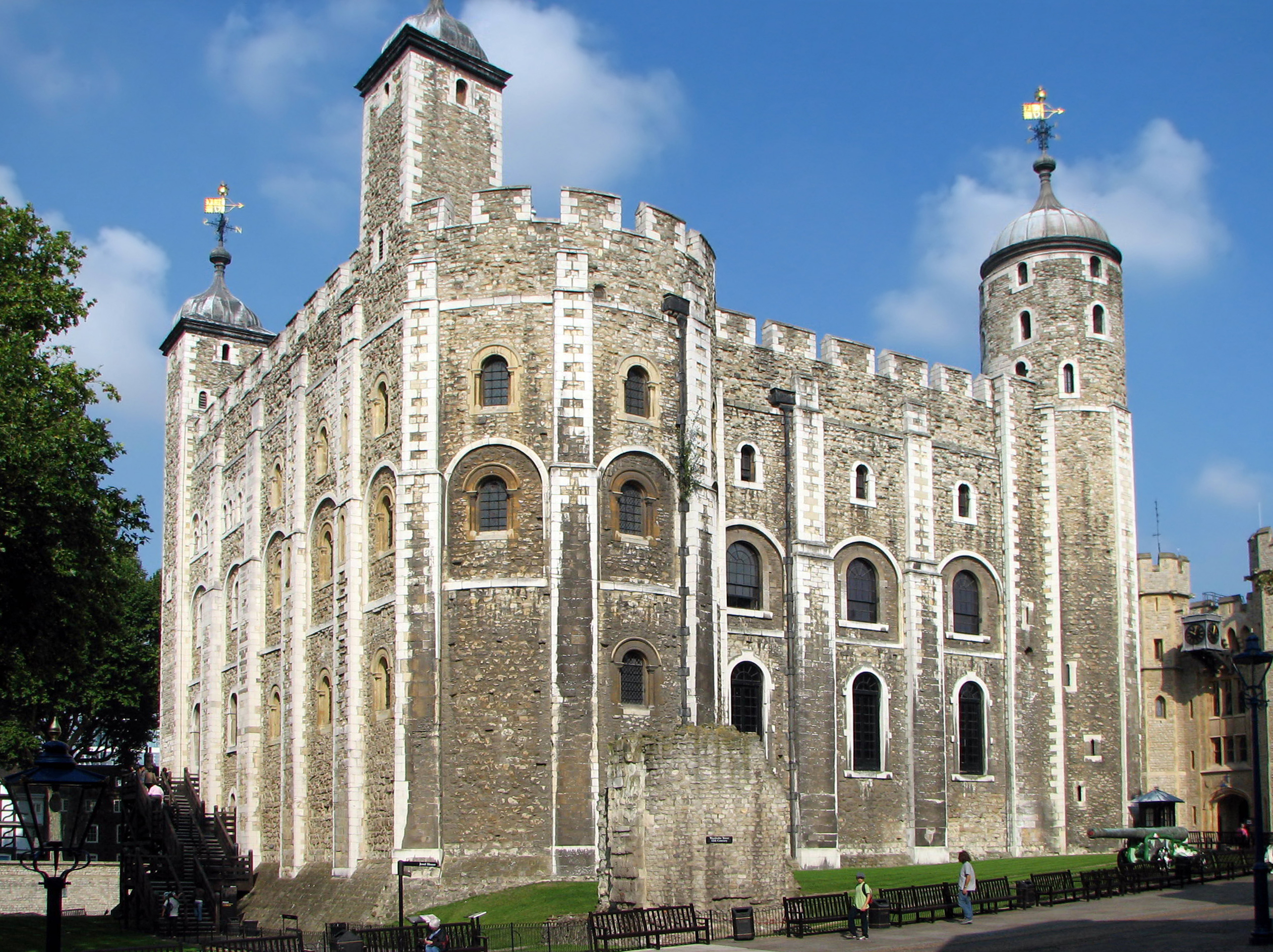
La Torre Bianca della Torre di Londra, rimasta la struttura più alta della città dal 1098 fino al 1310.

| Nome                                   | Luogo               | Periodo   | Altezza (metri) | Piani | Fonte   |
| -------------------------------------- | ------------------- | --------- | --------------- | ----- | ------- |
| Torre Bianca                           | Tower Hill          | 1098–1310 | 27              | N/A   | [ 3 ]   |
| Antica cattedrale di San Paolo         | City of London      | 1310–1666 | 150             | N/A   | [ 4 ]   |
| Southwark Cathedral                    | Southwark           | 1666–1677 | 50              | N/A   | [ 217 ] |
| Monumento al grande incendio di Londra | City of London      | 1677–1683 | 62              | N/A   | [ 218 ] |
| St Mary-le-Bow                         | City of London      | 1683–1710 | 72              | N/A   | [ 219 ] |
| St Paul's Cathedral                    | City of London      | 1710–1939 | 111             | N/A   | [ 79 ]  |
| Battersea Power Station                | Kirtling Street     | 1939–1950 | 113             | 10    | [ 75 ]  |
| Crystal Palace transmitting station    | Crystal Palace Park | 1950–1991 | 219             | N/A   | [ 12 ]  |
| One Canada Square                      | Canary Wharf        | 1991–2010 | 235             | 50    | [ 220 ] |
| The Shard                              | Southwark           | 2010—     | 306             | 87    | [ 221 ] |